# Franco Semioli
Franco Semioli (* 20. Juni 1980 in Cirié (TO), Italien) ist ein italienischer Fußballspieler. Er spielt meist im rechten offensiven Mittelfeld.

## Karriere

### Im Verein
Semioli startete seine Karriere im Jahr 1998 bei Torino Calcio, wo er als Jugendspieler den Sprung in die erste Mannschaft schaffte und 1998/99 in der Serie B debütierte. Er kam insgesamt allerdings nur auf zwei Einsätze. 1999/2000 wurde er an Salernitana Calcio verliehen, wo er Stammspieler war. Im Sommer 2000 kaufte Inter Mailand 50 % seiner Transferrechte. Zur Spielzeit 2000/01 kehrte Semioli nach Turin zurück, absolvierte 16 Partien und stieg mit dem Toro in die Serie A auf. Im Januar 2002 wurde er, nach drei Spielen in der Serie A, zu Ternana Calcio in die Serie B verliehen. Dort konnte er sich jedoch nicht durchsetzen und stieg mit der Mannschaft am Saisonende in die Serie C1 ab. Die Spielzeit 2002/03 verbrachte Franco Semioli, wiederum leihweise, bei Vicenza Calcio, wo er nach einem schwierigen Saisonstart den Durchbruch schaffte. Er absolvierte 32 Partien und erregte die Aufmerksamkeit einiger Serie-A-Klubs.
Im Sommer 2003 wechselte Franco Semioli zu Chievo Verona, die Torino Calcio seine Transferrechte abkauften. Dort erspielte er sich schnell einen Stammplatz und bestritt in vier Jahren insgesamt 133 Serie-A-Spiele. Ab 2005 gehörte er dem Veroneser Klub zu 100 %. 
Zur Saison 2007/08 wechselte er für ca. 6,3 Mio. Euro zur AC Florenz, wo er einen langfristigen Vertrag bis zum 30. Juni 2011 unterzeichnete. Doch bereits 2009 wechselte er zu Serie-A-Konkurrenten Sampdoria Genua, mit dem er 2010/11 in die Serie B abstieg.

### In der Nationalmannschaft
Franco Semioli bestritt seit 1998 insgesamt 24 Juniorenländerspiele für Italien. Am 16. August 2006 debütierte er unter Roberto Donadoni beim 0:2 gegen Kroatien in der italienischen A-Nationalmannschaft. Bisher bestritt er insgesamt drei Länderspiele.